# Chiesa di San Giacomo (Soragna)
La chiesa di San Giacomo, nota anche come santuario della Sacra Famiglia, è un luogo di culto cattolico dalle forme barocche situato in via Camillo Benso Conte di Cavour 51 a Soragna, in provincia e diocesi di Parma; è sede di una parrocchia compresa nella zona pastorale della Bassa.
L'edificio sorge accanto alla rocca Meli Lupi.

## Storia
L'originaria chiesa parrocchiale di San Giacomo, risalente al XIII secolo, sorgeva in località Brè, non lontano dall'attuale cimitero di Soragna.
Nei secoli successivi la sua importanza aumentò, tanto che alla fine del XVII secolo divenne sede di vicariato foraneo; per questo intorno alla metà del XVIII secolo l'arciprete Giuseppe Mazzieri ne decise lo spostamento nel centro del paese, in un nuovo edificio progettato in stile barocco dall'architetto Ottavio Bettoli; i lavori di costruzione, avviati nel 1755, furono conclusi nel 1762, mentre nel 1765 furono completate le decorazioni degli esterni; la cantoria fu aggiunta nel 1768, mentre gli interni furono terminati nel 1769.
Tra il 1825 e il 1826 furono restaurati i cornicioni esterni e la lanterna della torre campanaria, mentre nel 1829 fu ampliato e modificato il presbiterio su progetto dell'architetto Luigi Voghera, che disegnò anche un nuovo altare maggiore.
Nel 1831 il campanile fu danneggiato da un violento nubifragio; nel 1838 furono avviati, su progetto del geometra Ferdinando Ghinelli, i lavori di ristrutturazione della torre, che fu completata nel 1853 con la copertura in cotto.
Il 3 maggio del 1874 la chiesa fu solennemente consacrata.
Nel 1928 fu restaurata la facciata con la modifica della aperture laterali.
Nel 1931 l'arciprete Bonfiglio Conti incentivò l'elevazione del tempio a santuario diocesano. Nel 1934 furono avviati i lavori di sistemazione degli interni su progetto dell'architetto Camillo Uccelli, che si occupò del pavimento, dei rivestimenti e della balaustra in marmo, oltre che del nuovo altare maggiore dedicato alla Sacra Famiglia di Nazareth; furono nello stesso tempo realizzate dal pittore Pietro Ragazzini le decorazioni degli interni, su disegno di Giuseppe Moroni; nel 1935 fu inoltre sostituito il fonte battesimale nella cappella, la cui volta fu affrescata da Alberto Tadè. Il 10 giugno del 1939, al termine dell'opera, grazie all'interessamento dell'arcivescovo Evasio Colli la chiesa fu elevata a santuario.
Tra il 1958 e il 1960 fu infine sopraelevata, su progetto dell'ingegner Luigi Angelini, la torre campanaria danneggiata da un fulmine, nella cui cella furono riposizionate le otto campane del 1934.

## Descrizione

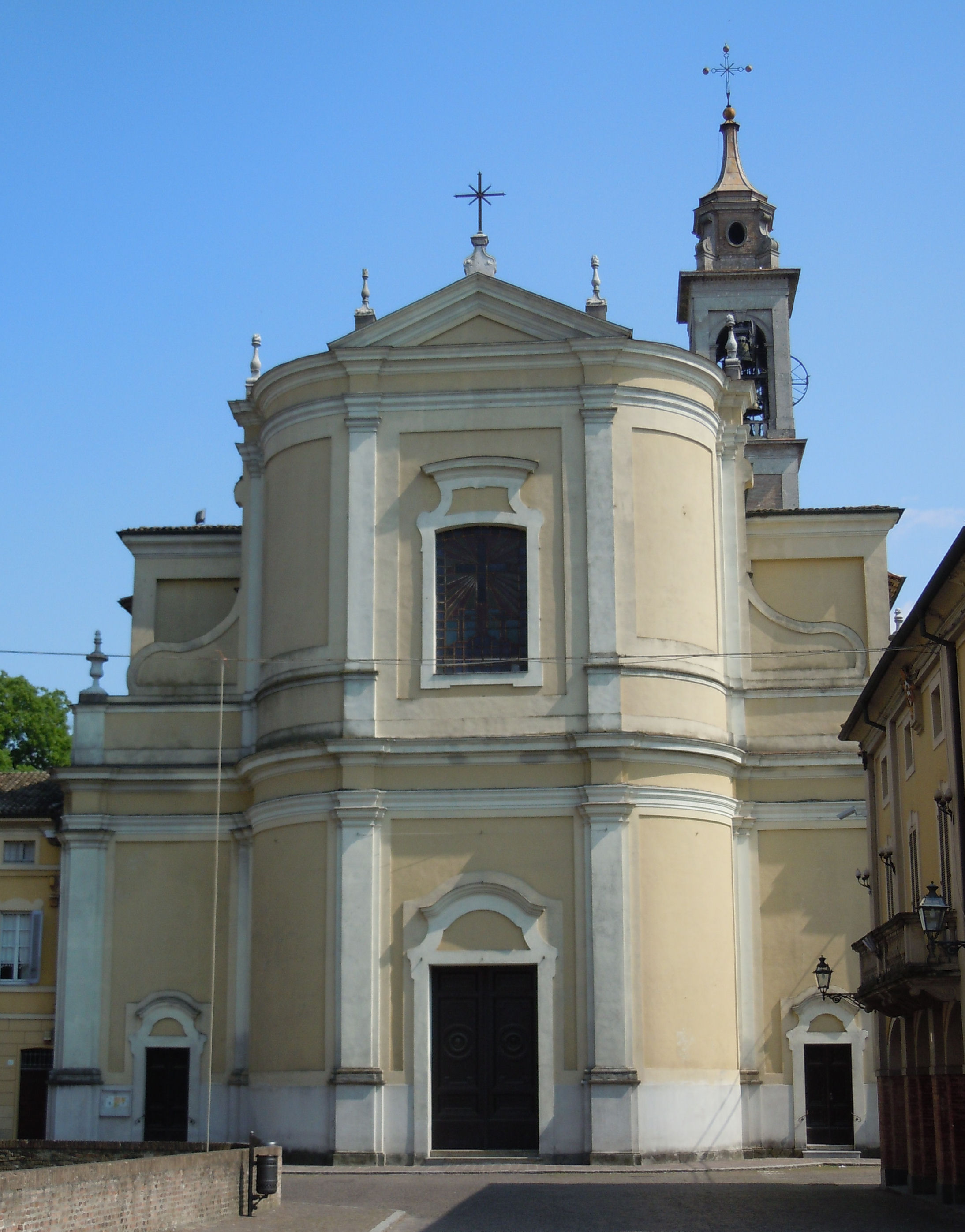
Facciata

La chiesa si sviluppa su una pianta quasi centrale, con quattro grandi pilastri in prossimità degli spigoli della navata.
La facciata intonacata, di forma convessa nell'ampia porzione centrale aggettante, è arricchita dalle lesene e dalle fasce marcapiano, mentre l'ampio portale principale, incorniciato e timpanato, è sovrastato da una grande finestra con vetrata policroma, anch'essa impreziosita da cornice; in sommità un frontone triangolare corona il prospetto, mentre ai lati, in corrispondenza degli ingressi minori più arretrati, due volute completano l'armoniosa facciata barocca di stile romano.
All'interno l'ampia navata è coperta da una cupola quasi ellittica affrescata, sostenuta da quattro pilastri polistili coronati da capitelli compositi in stucco.
Il grande altare maggiore in marmi policromi, risalente al 1939, è arricchito da numerose statue e alcuni mosaici, progettati da Giuseppe Moroni, raffiguranti Cristo operaio, Gesù protettore dei lavoratori e la Sacra Famiglia; all'interno della grande nicchia centrale in sommità si staglia il gruppo statuario ligneo della Sacra Famiglia di Nazareth, intagliato dalla ditta Fratelli Moroder di Ortisei nello stesso anno.
La chiesa è arricchita anche da numerose opere di pregio, tra cui il gruppo statuario in marmo bianco raffigurante il Cristo morto, scolpito da Alvise da Cà nel 1708, una statua in legno rappresentante la Madonna Addolorata, intagliata da Lorenzo Aili nel 1701, l'altare in legno dorato dedicato a san Giacomo Apostolo, costruito da Vincenzo Biazzi nel XVIII secolo, e una Via Crucis in scagliola policroma, realizzata da Emilio Trombara nel 1905, oltre ad arredi e quadri seicenteschi e settecenteschi, tra i quali il Simulacro della Madonna di Loreto adorato dai Santi Lorenzo, Lucia e Fermo, dipinto probabilmente da Fortunato Gatti verso il 1625 e proveniente dall'oratorio della Santissima Annunziata distrutto nel 1755.

### Organo
La cantoria barocca del 1768, posizionata sull'ingresso principale, ospita un grande organo, realizzato dai maestri organari bergamaschi Carlo e Giuseppe Serassi nel 1814.

## Coro polifonico
All'interno del luogo di culto, sede già nel XVIII secolo del coro "Cantori di Soragna", si esibisce dal 1907 la corale polifonica "San Pio X", che, fondata dall'arciprete Davide Vecchi con l'intento di accompagnare le funzioni religiose parrocchiali, svolge anche attività concertistica, in collaborazione con un ensemble strumentale formato da violino, violoncello, arpa, clarinetto e organo. Attualmente la direzione è affidata al Maestro Massimo Reggiani.